# Panisea
Panisea é um género botânico pertencente à família das orquídeas (Orchidaceae).

## Espécies
1. Panisea albiflora (Ridl.) Seidenf., Contr. Revis. Orchid Fl. Cambodia. Laos Vietnam: 87 (1975).
2. Panisea apiculata Lindl., Fol. Orchid. 5: 2 (1854).
3. Panisea demissa (D.Don) Pfitzer in H.G.A.Engler (ed.), Pflanzenr., IV, 50(32): 141 (1907).
4. Panisea distelidia I.D.Lund, Nordic J. Bot. 7: 519 (1987).
5. Panisea tricallosa Rolfe, Bull. Misc. Inform. Kew 1901: 148 (1901).
6. Panisea uniflora (Lindl.) Lindl., Fol. Orchid. 5: 2 (1854).
7. Panisea vinhii Aver. & Averyanova, Komarovia 4: 30 (2006).
8. Panisea yunnanensis S.C.Chen & Z.H.Tsi, Acta Bot. Yunnan. 2: 301 (1980).
9. Panisea zeylanica (Hook.f.) Aver., Bot. Zhurn. (Moscow & Leningrad) 73: 432 (1988).